# Lasioglossum ariadne
Lasioglossum ariadne är en biart som beskrevs av Ebmer 1981. Lasioglossum ariadne ingår i släktet smalbin, och familjen vägbin. Inga underarter finns listade i Catalogue of Life.